# Saison 2021-2022 du Stade brestois 29
 (mai 2022).
Si vous disposez d'ouvrages ou d'articles de référence ou si vous connaissez des sites web de qualité traitant du thème abordé ici, merci de compléter l'article en donnant les références utiles à sa vérifiabilité et en les liant à la section « Notes et références ».
Maillots
Dernière mise à jour : 24 mai 2022.
Chronologie
Saison précédente Saison suivante
La saison 2021-2022 du Stade brestois 29, club de football français, voit l'équipe évoluer en Ligue 1 pour la 16e fois de son histoire.
Le Stade brestois a fini 17e du classement de la Ligue 1 Uber Eats 2020-2021.
Le club évolue donc sa 3ème saison consécutive en Ligue 1 depuis sa dernière montée à l'issue de la saison 2018-2019.

## Avant-saison

### Matchs de préparation
| Date       | Adversaire         | Lieu        | Résultat | Buteurs brestois                                           |
| ---------- | ------------------ | ----------- | -------- | ---------------------------------------------------------- |
| 10/07/2021 | EA Guingamp        | Paimpol     | 2-2      | Brassier (84e) Cardona (90e+5) (pén)                       |
| 17/07/2021 | FC Lorient         | Ploemeur    | 2-3      | Duverne (39e) Mounié (90e)                                 |
| 21/07/2021 | Stade Briochin     | Landivisiau | 1-2      | Mounié (65e)                                               |
| 24/07/2021 | FC Nantes          | Brest       | 1-3      | Mounié (17e)                                               |
| 28/07/2021 | Stade plabennécois | Plabennec   | 4-2      | Minier csc (6e) Chardonnet (9e) Cardona (32e) Mounié (66e) |
| 01/08/2021 | RCD Majorque       | Brest       | 1-2      | Faivre (63e)                                               |

## Transferts

### Été 2021
Prolongations :
| Joueurs           | Nationalité | Poste             | Club              | Pays   | Division | Durée |
| ----------------- | ----------- | ----------------- | ----------------- | ------ | -------- | ----- |
| Julien Faussurier | France      | Défenseur         | Stade brestois 29 | France | Ligue 1  | 1 an  |
| Paul Lasne        | France      | Milieu de terrain | Stade brestois 29 | France | Ligue 1  | 1 an  |
| Jérémy Le Douaron | France      | Attaquant         | Stade brestois 29 | France | Ligue 1  | 2 ans |

Détails des transferts de la période estivale - Départs :
| Joueurs              | Nationalité | Poste             | Club                | Pays       | Division        | Durée                                       |
| -------------------- | ----------- | ----------------- | ------------------- | ---------- | --------------- | ------------------------------------------- |
| Lilian Brassier      | France      | Défenseur         | Stade rennais FC    | France     | Ligue 1         | Retour de prêt puis transfert               |
| Heriberto Tavares    | Portugal    | Attaquant         | FC Famalicão        | Portugal   | Primeira Liga   | Transfert définitif                         |
| Jean Lucas           | Brésil      | Milieu            | Olympique lyonnais  | France     | Ligue 1         | Retour de prêt puis transfert à l’AS Monaco |
| Bandiougou Fadiga    | France      | Milieu            | Paris Saint-Germain | France     | Ligue 1         | Retour de prêt                              |
| Mouez Hassen         | Tunisie     | Gardien de but    | Club africain       | Tunisie    | Ligue 1 Pro     | Libre - contrat de 2 ans                    |
| Guillaume Buon       | France      | Défenseur         | US Granville        | France     | National 2      | Libre                                       |
| Ludovic Baal         | France      | Défenseur         | US Concarneau       | France     | National        | Libre - contrat de 6 mois                   |
| Ferris N'Goma        | France      | Milieu            | LB Châteauroux      | France     | National        | Libre - contrat de 2 ans                    |
| Romain Perraud       | France      | Défenseur         | Southampton FC      | Angleterre | Premier League  | Transfert - contrat de 4 ans                |
| Gaëtan Charbonnier   | France      | Attaquant         | AJ Auxerre          | France     | Ligue 2         | Résiliation - contrat de 2 ans              |
| Idrissa Dioh         | France      | Milieu de terrain | UD Vilafranquense   | Portugal   | Liga Portugal 2 | Libre - contrat de 1 an                     |
| Romain Philippoteaux | France      | Milieu            | Dijon FCO           | France     | Ligue 2         | Prêt de 1 an sans option d'achat            |

Détails des transferts de la période estivale - Arrivées :
| Joueurs             | Nationalité | Poste          | Club               | Pays     | Division           | Durée                                  |
| ------------------- | ----------- | -------------- | ------------------ | -------- | ------------------ | -------------------------------------- |
| Guillaume Buon      | France      | Défenseur      | FC Bastia-Borgo    | France   | National           | Retour de prêt                         |
| Rafiki Saïd         | Comores     | Attaquant      | Stade briochin     | France   | National           | Retour de prêt                         |
| Heriberto Tavares   | Portugal    | Attaquant      | FC Famalicão       | Portugal | Primeira Liga      | Retour de prêt puis transféré          |
| Lilian Brassier     | France      | Défenseur      | Stade rennais FC   | France   | Ligue 1            | Transfert définitif - contrat de 3 ans |
| Noé Sow             | France      | Défenseur      | Stade plabennécois | France   | National 2         | Libre - contrat de stagiaire pro       |
| Grégoire Coudert    | France      | Gardien de but | Amiens SC          | France   | Ligue 2            | Libre - contrat de 1 an                |
| Jere Uronen         | Finlande    | Défenseur      | KRC Genk           | Belgique | Division 1A        | Transfert - contrat de 3 ans           |
| Marco Bizot         | Pays-Bas    | Gardien de but | AZ Alkmaar         | Pays-Bas | Eredivisie         | Transfert - contrat de 3 ans           |
| Youssouph Badji     | Sénégal     | Attaquant      | Club Bruges KV     | Belgique | Jupiler Pro League | Prêt de 1 an sans option d'achat       |
| Lucien Agoumé       | France      | Milieu         | Inter Milan        | Italie   | Serie A            | Prêt de 1 an sans option d'achat       |
| Romain Del Castillo | France      | Milieu         | Stade rennais FC   | France   | Ligue 1            | Transfert - contrat de 3 ans           |

### Octobre 2021
Prolongations :
| Joueurs            | Nationalité | Poste     | Club              | Pays   | Division | Durée |
| ------------------ | ----------- | --------- | ----------------- | ------ | -------- | ----- |
| Brendan Chardonnet | France      | Défenseur | Stade brestois 29 | France | Ligue 1  | 2 ans |

### Hiver 2022
Détails des transferts de la période hivernale - Départs :
| Joueurs         | Nationalité | Poste     | Club               | Pays     | Division           | Durée                           |
| --------------- | ----------- | --------- | ------------------ | -------- | ------------------ | ------------------------------- |
| Romain Faivre   | France      | Milieu    | Olympique lyonnais | France   | Ligue 1            | Transfert - contrat de 4 ans    |
| Youssouph Badji | Sénégal     | Attaquant | Charleroi SC       | Belgique | Jupiler Pro League | Résiliation puis prêt de 6 mois |

Détails des transferts de la période hivernale - Arrivées :
| Joueurs         | Nationalité | Poste     | Club        | Pays   | Division           | Durée                              |
| --------------- | ----------- | --------- | ----------- | ------ | ------------------ | ---------------------------------- |
| Martín Satriano | Uruguay     | Attaquant | Inter Milan | Italie | Serie A            | Prêt de 6 mois sans option d'achat |
| Youcef Belaïli  | Algérie     | Milieu    | Qatar SC    | Qatar  | Qatar Stars League | Contrat de 6 mois                  |

## Compétitions

### Ligue 1 Uber Eats 2021-2022
| Journée       | Date       | Heure | Chaîne TV     | D/E | Adversaire             | Score | Buteur(s) SB29                                     | Points | Classement | Affluence |
| ------------- | ---------- | ----- | ------------- | --- | ---------------------- | ----- | -------------------------------------------------- | ------ | ---------- | --------- |
| Matchs Aller  |            |       |               |     |                        |       |                                                    |        |            |           |
| 01            | 07/08/2021 | 17h00 | Prime Video   | E   | Olympique lyonnais     | 1-1   | 43e Cardona                                        | 1 pts  | 8e         | 29 018    |
| 02            | 15/08/2021 | 15h00 | Prime Video   | D   | Stade rennais          | 1-1   | 90+1e Le Douaron                                   | 2 pts  | 11e        | 14 271    |
| 03            | 20/08/2021 | 21h00 | Prime Video   | D   | Paris Saint-Germain    | 2-4   | 42e Honorat 85e Mounié                             | 2 pts  | 14e        | 14 586    |
| 04            | 29/08/2021 | 15h00 | Prime Video   | E   | RC Strasbourg          | 3-1   | 26e Cardona                                        | 2 pts  | 18e        | 22 341    |
| 05            | 12/09/2021 | 15h00 | Prime Video   | D   | Angers SCO             | 1-1   | 62e (pen.) Faivre                                  | 3 pts  | 17e        | 10 982    |
| 06            | 19/09/2021 | 15h00 | Prime Video   | E   | Clermont Foot 63       | 1-1   | 52e Chardonnet                                     | 4 pts  | 18e        | 11 224    |
| 07            | 22/09/2021 | 19h00 | Prime Video   | E   | FC Nantes              | 3-1   | 67e Le Douaron                                     | 4 pts  | 18e        | 19 676    |
| 08            | 26/09/2021 | 15h00 | Prime Video   | D   | FC Metz                | 1-2   | 68e (pen.) Faivre                                  | 4 pts  | 19e        | 10 398    |
| 09            | 02/10/2021 | 21h00 | Canal+ Décalé | E   | OGC Nice               | 2-1   | 90+2e Honorat                                      | 4 pts  | 19e        | 13 503    |
| 10            | 17/10/2021 | 15h00 | Prime Video   | D   | Stade de Reims         | 1-1   | 74e Honorat                                        | 5 pts  | 19e        | 9 693     |
| 11            | 23/10/2021 | 21h00 | Canal+ Décalé | E   | LOSC Lille             | 1-1   | 32e Faivre                                         | 6 pts  | 18e        | 36 613    |
| 12            | 31/10/2021 | 17h00 | Canal+ Sport  | D   | AS Monaco              | 2-0   | 18e Mounié 79e Honorat                             | 9 pts  | 18e        | 12 463    |
| 13            | 07/11/2021 | 15h00 | Prime Video   | E   | FC Lorient             | 1-2   | 58e (pen.) Faivre 80e Mounié                       | 12 pts | 17e        | 14 649    |
| 14            | 21/11/2021 | 13h00 | Prime Video   | D   | RC Lens                | 4-0   | 3e Mounié 13e Chardonnet 33e Faivre 69e Le Douaron | 15 pts | 13e        | 12 462    |
| 15            | 28/11/2021 | 15h00 | Prime Video   | E   | Girondins de Bordeaux  | 1-2   | 59e 66e Le Douaron                                 | 18 pts | 12e        | 15 280    |
| 16            | 01/12/2021 | 19h00 | Prime Video   | D   | AS Saint-Étienne       | 1-0   | 64e (pen.) Faivre                                  | 21 pts | 11e        | 13 248    |
| 17            | 04/12/2021 | 17h00 | Prime Video   | E   | Olympique de Marseille | 1-2   | 53e (pen.) Faivre 70e Honorat                      | 24 pts | 10e        | 54 413    |
| 18            | 11/12/2021 | 17h00 | Prime Video   | D   | Montpellier HSC        | 0-4   |                                                    | 24 pts | 12e        | 11 332    |
| 19            | 22/12/2021 | 21h00 | Prime Video   | E   | ES Troyes AC           | 1-1   | 5e Honorat                                         | 25 pts | 12e        | 6 872     |
| Matchs Retour |            |       |               |     |                        |       |                                                    |        |            |           |
| 20            | 09/01/2022 | 13h00 | Prime Video   | D   | OGC Nice               | 0-3   |                                                    | 25 pts | 13e        | 5 102     |
| 21            | 15/01/2022 | 21h00 | Canal+ Décalé | E   | Paris Saint-Germain    | 2-0   |                                                    | 25 pts | 13e        | 4 925     |
| 22            | 22/01/2022 | 17h00 | Prime Video   | D   | LOSC Lille             | 2-0   | 3e (csc) Djaló 90+5e (pen.) Mounié                 | 28 pts | 13e        | 4 358     |
| 23            | 06/02/2022 | 17h00 | Canal+ Sport  | E   | Stade rennais          | 2-0   |                                                    | 28 pts | 13e        | 25 409    |
| 24            | 13/02/2022 | 15h00 | Prime Video   | D   | ES Troyes AC           | 5-1   | 7e 27e Satriano · 49e 67e Honorat 82e Mounié       | 31 pts | 12e        | 10 600    |
| 25            | 20/02/2022 | 15h00 | Prime Video   | E   | Stade de Reims         | 1-1   | 34e Satriano                                       | 32 pts | 12e        | 9 307     |
| 26            | 27/02/2022 | 15h00 | Prime Video   | D   | FC Lorient             | 0-1   |                                                    | 32 pts | 12e        | 14 050    |
| 27            | 05/03/2022 | 17h00 | Prime Video   | E   | RC Lens                | 0-1   | 59e Honorat                                        | 35 pts | 12e        | 36 305    |
| 28            | 13/03/2022 | 20h45 | Prime Video   | D   | Olympique de Marseille | 1-4   | 90+1e Cardona                                      | 35 pts | 13e        | 14 611    |
| 29            | 20/03/2022 | 15h00 | Prime Video   | E   | Angers SCO             | 1-0   |                                                    | 35 pts | 13e        | 7 734     |
| 30            | 03/04/2022 | 15h00 | Prime Video   | E   | Montpellier HSC        | 1-2   | 69e Satriano 79e Honorat                           | 38 pts | 12e        | 10 929    |
| 31            | 10/04/2022 | 15h00 | Prime Video   | D   | FC Nantes              | 1-1   | 67e Chardonnet                                     | 39 pts | 12e        | 13 145    |
| 32            | 16/04/2022 | 17h00 | Prime Video   | E   | AS Saint-Étienne       | 2-1   | 8e Honorat                                         | 39 pts | 12e        | 27 227    |
| 33            | 20/04/2022 | 21h00 | Prime Video   | D   | Olympique lyonnais     | 2-1   | 27e (pen.) Mounié 74e Cardona                      | 42 pts | 12e        | 14 028    |
| 34            | 24/04/2022 | 15h00 | Prime Video   | E   | FC Metz                | 0-1   | 27e Belaïli                                        | 45 pts | 11e        | 19 874    |
| 35            | 01/05/2022 | 15h00 | Prime Video   | D   | Clermont Foot 63       | 2-0   | 60e Brassier 62e Mounié                            | 48 pts | 11e        | 10 592    |
| 36            | 07/05/2022 | 17h00 | Prime Video   | D   | RC Strasbourg          | 0-1   |                                                    | 48 pts | 11e        | 12 093    |
| 37            | 14/05/2022 | 21h00 | Prime Video   | E   | AS Monaco              | 4-2   | 10e Duverne 23e Belaïli                            | 48 pts | 11e        | 6 000     |
| 38            | 21/05/2022 | 21h00 | Prime Video   | D   | Girondins de Bordeaux  | 2-4   | 16e Mounié 34e Belaïli                             | 48 pts | 11e        | 14 484    |

#### Classement
Le classement final de la neuvième à la treizième place de la saison 2021-2022 de Ligue 1 est :
| Rang | Équipe            | Pts | J  | G  | N  | P  | Bp | Bc | Diff | Qualification ou relégation                               |
| ---- | ----------------- | --- | -- | -- | -- | -- | -- | -- | ---- | --------------------------------------------------------- |
| 9    | FC Nantes C       | 52  | 38 | 14 | 10 | 14 | 55 | 48 | +7   | Qualification pour la phase de groupes de la Ligue Europa |
| 10   | LOSC Lille T S    | 55  | 38 | 14 | 13 | 11 | 47 | 48 | −1   |                                                           |
| 11   | Stade brestois 29 | 48  | 38 | 13 | 9  | 16 | 49 | 57 | −8   |                                                           |
| 12   | Stade de Reims    | 46  | 38 | 11 | 13 | 14 | 43 | 44 | −1   |                                                           |
| 13   | Montpellier HSC   | 43  | 38 | 12 | 7  | 19 | 49 | 61 | −12  |                                                           |

### Coupe de France 2021-2022
En tant que club de Ligue 1 Uber Eats, le Stade brestois entrera en lice en 32èmes de finale. En affrontant Dinan Léhon, le 19 décembre 2021.
| 32e de finale                   | Dinan Léhon FC | 0 - 0 t.a.b 12-13 | Stade brestois 29 | Stade Fred-Aubert, Saint-Brieuc                                                        |                                                                                        |
| Dimanche 19 décembre 2021 18:20 | | (0 - 0)           | | Spectateurs : 3 475 Diffuseur : Eurosport 2 (multiplex) Arbitrage : Benjamin Lepaysant | Spectateurs : 3 475 Diffuseur : Eurosport 2 (multiplex) Arbitrage : Benjamin Lepaysant |
| Dimanche 19 décembre 2021 18:20 | Dufouil · Coiffic · Benakli · Lefebvre · Jégu · Hervé · Mbongué · Dupa · Houssou · Barbé · Dufouil · Coiffic · Benakli · Lefebvre · Jégu · Hervé | Tirs au but       | Mounié · Le Douaron · Lasne · Honorat · Cardona · Agoumé · Duverne · Chardonnet · Brassier · Larsonneur · Mounié · Le Douaron · Lasne · Cardona · Agoumé · Duverne | Spectateurs : 3 475 Diffuseur : Eurosport 2 (multiplex) Arbitrage : Benjamin Lepaysant | Spectateurs : 3 475 Diffuseur : Eurosport 2 (multiplex) Arbitrage : Benjamin Lepaysant |

| 16e de finale                 | Stade brestois 29                                        | 3 - 0   | Girondins de Bordeaux | Stade Francis-Le Blé, Brest                                                      |                                                                                  |
| Dimanche 2 janvier 2022 13:45 | Mounié 36e (pen.) · Faivre 81e (pen.) · Le Douaron 90+4e | (1 - 0) |                       | Spectateurs : 4 039 Diffuseur : Eurosport 2 (multiplex) Arbitrage : Ruddy Buquet | Spectateurs : 4 039 Diffuseur : Eurosport 2 (multiplex) Arbitrage : Ruddy Buquet |

| 8e de finale                   | FC Nantes    | 2 - 0   | Stade brestois 29 | Stade de la Beaujoire, Nantes                                          |                                                                        |
| Vendredi 28 janvier 2022 21:00 | Blas 25e 53e | (1 - 0) |                   | Spectateurs : 5 000 Diffuseur : Eurosport 2 Arbitrage : Benoît Bastien | Spectateurs : 5 000 Diffuseur : Eurosport 2 Arbitrage : Benoît Bastien |

### Meilleurs Buteurs et passeurs
| Position | Nom                   | Buts en L1 | Buts en coupe | Passes décisives L1 | Passes décisives coupe | Total Buts | Total Passes dé. |
| -------- | --------------------- | ---------- | ------------- | ------------------- | ---------------------- | ---------- | ---------------- |
| 1        | Franck Honorat        | 11         | 0             | 6                   | 0                      | 11         | 6                |
| 2        | Steve Mounié          | 9          | 1             | 2                   | 0                      | 10         | 2                |
| 3        | Romain Faivre         | 7          | 1             | 5                   | 1                      | 8          | 6                |
| 4        | Jérémy Le Douaron     | 5          | 1             | 3                   | 1                      | 6          | 4                |
| 5        | Irvin Cardona         | 4          | 0             | 2                   | 0                      | 4          | 2                |
| -        | Martín Satriano       | 4          | 0             | 0                   | 0                      | 4          | 0                |
| 7        | Youcef Belaïli        | 3          | 0             | 2                   | 0                      | 3          | 2                |
| -        | Brendan Chardonnet    | 3          | 0             | 0                   | 0                      | 3          | 0                |
| 9        | Jean-Kévin Duverne    | 1          | 0             | 3                   | 0                      | 1          | 3                |
| -        | Lilian Brassier       | 1          | 0             | 0                   | 0                      | 1          | 0                |
| 11       | Romain Del Castillo   | 0          | 0             | 7                   | 0                      | 0          | 7                |
| 12       | Ronaël Pierre-Gabriel | 0          | 0             | 1                   | 0                      | 0          | 1                |
| -        | Paul Lasne            | 0          | 0             | 1                   | 0                      | 0          | 1                |
| -        | Julien Faussurier     | 0          | 0             | 1                   | 0                      | 0          | 1                |
| -        | Hugo Magnetti         | 0          | 0             | 1                   | 0                      | 0          | 1                |
| -        | Marco Bizot           | 0          | 0             | 1                   | 0                      | 0          | 1                |